# Holopogon chalcogaster
Holopogon chalcogaster là một loài ruồi trong họ Asilidae. Holopogon chalcogaster được Dufour miêu tả năm 1850.